# Nuoto ai campionati mondiali di nuoto 2013 - 100 metri rana maschili
Le qualifiche per la semifinale si sono svolte la mattina del 28 luglio 2013, mentre la semifinale si è svolta la sera dello stesso giorno. La finale, invece, si è svolta la sera del 29 luglio 2013.

## Medaglie
| Posizione | Atleta                | Paese     |
| --------- | --------------------- | --------- |
| Oro       | Christian Sprenger    | Australia |
| Argento   | Cameron van der Burgh | Sudafrica |
| Bronzo    | Felipe Lima           | Brasile   |

## Record
Prima della manifestazione il record del mondo (WR) e il record dei campionati (CR) erano i seguenti.
| Record mondiale       | 58"46 | Cameron van der Burgh Sudafrica | 29 luglio 2012 Londra, Regno Unito |
| Record dei campionati | 58"58 | Brenton Rickard Australia       | 27 luglio 2009 Roma, Italia        |

Nel corso della competizione non sono stati migliorati record.

## Risultati

### Batterie
| Pos. | Batteria | Corsia | Atleta                 | Nazionalità               | Tempo   | Note |
| ---- | -------- | ------ | ---------------------- | ------------------------- | ------- | ---- |
| 1    | 7        | 4      | Christian Sprenger     | Australia                 | 59"53   | Q    |
| 2    | 8        | 2      | Kirill Strelnikov      | Russia                    | 59"80   | Q    |
| 3    | 6        | 4      | Fabio Scozzoli         | Italia                    | 59"88   | Q    |
| 4    | 7        | 5      | Kōsuke Kitajima        | Giappone                  | 59"88   | Q    |
| 5    | 8        | 3      | Glenn Snyders          | Nuova Zelanda             | 59"92   | Q    |
| 6    | 8        | 6      | Kevin Cordes           | Stati Uniti               | 1'00"01 | Q    |
| 7    | 8        | 4      | Cameron van der Burgh  | Sudafrica                 | 1'00"02 | Q    |
| 8    | 6        | 6      | Felipe Lima            | Brasile                   | 1'00"06 | Q    |
| 9    | 7        | 3      | Ross Murdoch           | Gran Bretagna             | 1'00"08 | Q    |
| 9    | 8        | 7      | Hendrik Feldwehr       | Germania                  | 1'00"08 | Q    |
| 11   | 7        | 6      | Michael Jamieson       | Gran Bretagna             | 1'00"20 | Q    |
| 12   | 6        | 2      | Nicolas Fink           | Stati Uniti               | 1'00"24 | Q    |
| 12   | 7        | 2      | João Luiz Gomes Júnior | Brasile                   | 1'00"24 | Q    |
| 14   | 7        | 7      | Mattia Pesce           | Italia                    | 1'00"32 | Q    |
| 15   | 6        | 1      | Damir Dugonjič         | Slovenia                  | 1'00"36 | Q    |
| 16   | 6        | 5      | Giedrius Titenis       | Lituania                  | 1'00"44 | Q    |
| 17   | 8        | 5      | Brenton Rickard        | Australia                 | 1'00"52 |      |
| 18   | 6        | 0      | Dawid Szulich          | Polonia                   | 1'00"54 |      |
| 19   | 6        | 7      | Giacomo Perez d'Ortona | Francia                   | 1'00"55 |      |
| 20   | 6        | 3      | Akihiro Yamaguchi      | Giappone                  | 1'00"69 |      |
| 21   | 6        | 9      | Laurent Carnol         | Lussemburgo               | 1'00"76 |      |
| 22   | 7        | 8      | Richard Funk           | Canada                    | 1'00"89 |      |
| 23   | 8        | 8      | Johannes Skagius       | Svezia                    | 1'00"94 |      |
| 24   | 7        | 9      | Carlos Almeida         | Portogallo                | 1'01"01 |      |
| 25   | 8        | 9      | Gu Biaorong            | Cina                      | 1'01"08 |      |
| 26   | 5        | 3      | Jorge Murillo          | Colombia                  | 1'01"28 |      |
| 27   | 6        | 8      | Tomáš Klobučník        | Slovacchia                | 1'01"37 |      |
| 28   | 7        | 1      | Vyacheslav Sinkevich   | Russia                    | 1'01"38 |      |
| 28   | 6        | 8      | Christian vom Lehn     | Germania                  | 1'01"38 |      |
| 30   | 7        | 0      | Panagiōtīs Samilidīs   | Grecia                    | 1'01"48 |      |
| 31   | 4        | 7      | Dmitrij Balandin       | Kazakistan                | 1'01"58 |      |
| 32   | 4        | 6      | Martin Schweizer       | Svizzera                  | 1'01"64 |      |
| 33   | 5        | 4      | Ihor Borysyk           | Ucraina                   | 1'01"71 |      |
| 34   | 5        | 0      | Imri Ganiel            | Israele                   | 1'01"77 |      |
| 34   | 5        | 7      | Eetu Karvonen          | Finlandia                 | 1'01"77 |      |
| 36   | 5        | 2      | Čaba Silađi            | Serbia                    | 1'01"78 |      |
| 37   | 8        | 0      | Edgar Crespo           | Panama                    | 1'01"95 |      |
| 38   | 5        | 8      | Demir Atasoy           | Turchia                   | 1'02"01 |      |
| 39   | 5        | 6      | Viktar Vabishchevich   | Bielorussia               | 1'02"08 |      |
| 40   | 5        | 5      | Martin Liivamägi       | Estonia                   | 1'02"41 |      |
| 41   | 4        | 1      | Miguel Ferreira        | Venezuela                 | 1'02"45 |      |
| 42   | 4        | 3      | David Oliver Mercado   | Messico                   | 1'02"57 |      |
| 43   | 5        | 1      | Choi Kyu-Woong         | Corea del Sud             | 1'02"58 |      |
| 44   | 4        | 2      | Sandeep Sejwal         | India                     | 1'02"69 |      |
| 45   | 5        | 9      | Joshua Hall            | Filippine                 | 1'02"87 |      |
| 46   | 4        | 8      | Radomyos Matjiur       | Thailandia                | 1'03"27 |      |
| 47   | 3        | 6      | Nikolajs Maskalenko    | Lettonia                  | 1'03"28 |      |
| 48   | 3        | 4      | Malick Fall            | Senegal                   | 1'03"38 |      |
| 49   | 3        | 3      | Abraham McLeod         | Trinidad e Tobago         | 1'03"47 |      |
| 50   | 4        | 9      | Abdulrahman Al-Bader   | Kuwait                    | 1'03"72 |      |
| 51   | 4        | 0      | Vladislav Mustafin     | Uzbekistan                | 1'03"76 |      |
| 52   | 3        | 7      | Eladio Carrión         | Porto Rico                | 1'04"40 |      |
| 53   | 3        | 2      | Wong Chun Yan          | Hong Kong                 | 1'04"96 |      |
| 54   | 3        | 1      | James Lawson           | Zimbabwe                  | 1'05"12 |      |
| 55   | 3        | 9      | Jesús Flores           | Honduras                  | 1'05"32 |      |
| 56   | 2        | 1      | Benjamin Schulte       | Guam                      | 1'05"67 |      |
| 57   | 2        | 4      | José Montoya           | Costa Rica                | 1'05"89 |      |
| 58   | 4        | 4      | Martin Melconian       | Uruguay                   | 1'05"90 |      |
| 58   | 4        | 5      | Petr Bartůněk          | Rep. Ceca                 | 1'05"90 |      |
| 60   | 3        | 5      | Mubarak Al-Besher      | Emirati Arabi Uniti       | 1'06"17 |      |
| 61   | 3        | 0      | Rafael van Leeuwaarde  | Suriname                  | 1'06"22 |      |
| 62   | 3        | 8      | Vasilii Danilov        | Kirghizistan              | 1'06"51 |      |
| 63   | 2        | 5      | Wael Koubrousli        | Libano                    | 1'06"54 |      |
| 64   | 2        | 6      | Bradford Worrell       | Saint Lucia               | 1'07"47 |      |
| 65   | 2        | 3      | Serginni Marten        | Curaçao                   | 1'08"23 |      |
| 66   | 2        | 0      | Douglas Miller         | Figi                      | 1'09"19 |      |
| 67   | 2        | 2      | Muhammad Isa Ahmad     | Brunei                    | 1'09"96 |      |
| 68   | 1        | 4      | Pierre-Andre Adam      | Seychelles                | 1'09"77 |      |
| 69   | 1        | 5      | Troy Kojenlang         | Isole Marshall            | 1'10"42 |      |
| 70   | 2        | 9      | Alexandros Axiotis     | Zambia                    | 1'10"73 |      |
| 71   | 2        | 8      | Gunsennorov Zandanbal  | Mongolia                  | 1'11"27 |      |
| 72   | 2        | 7      | J'Air Smith            | Antigua e Barbuda         | 1'14"70 |      |
| 73   | 1        | 6      | Mohamed Cheic Camara   | Guinea                    | 1'15"54 |      |
| 74   | 1        | 3      | Lin Tin Kyaw           | Birmania                  | 1'18"24 |      |
| 75   | 1        | 2      | Storm Hablich          | Saint Vincent e Grenadine | 1'24"08 |      |
| 76   | 1        | 1      | Awoussou Ablamhodadje  | Benin                     | 1'32"77 |      |
| 77   | 1        | 7      | Yokubdzhon Umarov      | Tagikistan                | 1'25"50 |      |

### Semifinali

#### Semifinale 1
| Pos. | Corsia | Atleta            | Nazionalità   | Tempo   | Note |
| ---- | ------ | ----------------- | ------------- | ------- | ---- |
| 1    | 3      | Kevin Cordes      | Stati Uniti   | 59"78   | Q    |
| 2    | 6      | Felipe Lima       | Brasile       | 59"84   | Q    |
| 3    | 5      | Kōsuke Kitajima   | Giappone      | 59"92   | Q    |
| 4    | 4      | Kirill Strelnikov | Russia        | 59"94   |      |
| 5    | 2      | Hendrik Feldwehr  | Germania      | 1'00"05 |      |
| 6    | 8      | Giedrius Titenis  | Lituania      | 1'00"14 |      |
| 7    | 7      | Michael Jamieson  | Gran Bretagna | 1'00"59 |      |
| 8    | 1      | Mattia Pesce      | Italia        | 1'01"06 |      |

#### Semifinale 2
| Pos. | Corsia | Atleta                 | Nazionalità   | Tempo   | Note |
| ---- | ------ | ---------------------- | ------------- | ------- | ---- |
| 1    | 4      | Christian Sprenger     | Australia     | 59"23   | Q    |
| 2    | 6      | Cameron van der Burgh  | Sudafrica     | 59"78   | Q    |
| 3    | 8      | Damir Dugonjič         | Slovenia      | 59"80   | Q    |
| 4    | 7      | Nicolas Fink           | Stati Uniti   | 59"84   | Q    |
| 5    | 5      | Fabio Scozzoli         | Italia        | 59"90   | Q    |
| 6    | 2      | Ross Murdoch           | Gran Bretagna | 1'00"07 |      |
| 7    | 3      | Glenn Snyders          | Nuova Zelanda | 1'00"22 |      |
| 8    | 1      | João Luiz Gomes Júnior | Brasile       | 1'00"40 |      |

### Finale
| Pos. | Corsia | Atleta                | Nazionalità | Tempo   | Note |
| ---- | ------ | --------------------- | ----------- | ------- | ---- |
|      | 4      | Christian Sprenger    | Australia   | 58"79   |      |
|      | 3      | Cameron van der Burgh | Sudafrica   | 58"97   |      |
|      | 2      | Felipe Lima           | Brasile     | 59"65   |      |
| 4    | 6      | Damir Dugonjič        | Slovenia    | 59"68   |      |
| 5    | 1      | Fabio Scozzoli        | Italia      | 59"70   |      |
| 6    | 8      | Kōsuke Kitajima       | Giappone    | 59"98   |      |
| 7    | 5      | Kevin Cordes          | Stati Uniti | 1'00"02 |      |
| 8    | 7      | Nicolas Fink          | Stati Uniti | 1'00"10 |      |